# Mieszkowice (gmina)
Mieszkowice est une gmina mixte du powiat de Gryfino, Poméranie occidentale, dans le nord-ouest de la Pologne, sur la frontière avec l'Allemagne. Son siège est la ville de Mieszkowice, qui se situe environ 52 km au sud de Gryfino et 71 km au sud de la capitale régionale Szczecin.
La gmina couvre une superficie de 238,67 km2 pour une population de 7 313 habitants en 2016.

## Géographie
Outre la ville de Mieszkowice, la gmina inclut les villages de Chrzęstno, Czelin, Goszków, Goszkówek, Gozdowice, Jamno, Kamionka, Kępa Troszyńska, Kiwity, Kłosów, Kurzycko, Mirogniew, Motary, Nowiny, Ostępy, Plany, Ranowo, Rogaczewo, Sitno, Stare Łysogórki, Stary Błeszyn, Starzyn, Troszyn, Wierzchlas, Wierzchlasek et Zielin.
La gmina borde les gminy de Boleszkowice, Cedynia, Chojna, Dębno, Moryń et Trzcińsko-Zdrój. Elle est également frontalière de l'Allemagne.